# 川嶋澄乃
川嶋 澄乃（かわしま すみの）は、日本の脚本家である。静岡県出身。早稲田大学第一文学部卒業。テレビドラマおよびアニメの脚本を執筆している。

## 略歴
大学卒業後、雑誌編集者、貿易会社秘書などを経験し、シナリオ・センターで脚本の執筆技術を学ぶ。
1995年に『ハートにS』で脚本家デビュー。2007年には『ドルフィンブルー フジ、もういちど宙へ』で、初めて長編映画の脚本を手がけた。
怨み屋本舗のシリーズにレギュラー参加。
2009年1月、ひるドラ『オーバー30』の全シナリオを担当する。
2008年10月からは、シナリオ作家協会主催のシナリオ講座52期講師を、1年間務める。
株式会社ディプレックス所属。

## 主な作品

### テレビドラマ
- ハートにS（1995年）
- 彼女たちの結婚（1997年）
- ナオミ（1999年）
- てっぺん（1999年）
- 恋愛詐欺師（1999年）
- スタイル!（2000年）
- ダイヤモンドガール（2003年）
- はたち〜1983年に生まれて〜（2004年）
- えなりかずきの一休さん（2004年）
- 翼の折れた天使たち（2006年）
- 怨み屋本舗（2006年）
- 私が私であるために（2006年）
- 花嫁は厄年ッ!（2006年）
- 愛の流刑地（2007年）
- マイフェアボーイ（2007年）
- マイ☆スイートホーム 〜夢野大吉・夢を売ります〜（2007年）
- 美貌のメス 脳神経外科医・津山慶子（2007年）
- 死化粧師 エンバーマー 間宮心十郎（2007年）
- 乙女のパンチ（2008年）
- オーバー30（2009年）
- 血液型別 オンナが結婚する方法♪（2009年）
- 浅見光彦〜最終章〜（2009年）
- 示談交渉人 ゴタ消し（2011年）
- お助け屋☆陣八（2013年）
- SRO〜警視庁広域捜査専任特別調査室〜（2013年）

### テレビアニメ
- スーパードール★リカちゃん（1999年）
- 陽だまりの樹（2000年）
- チャンス〜トライアングルセッション〜（2001年）
- キャプテン翼（平成版）（2001年）
- 紅（2008年）
- 秘密 〜The Revelation〜（2008年）
- 青い文学シリーズ「走れメロス」（2009年）
- ちはやふる（2011年 - 2012年）
- アイドル事変（2017年）

### OVA
- SUPERNATURAL: THE ANIMATION（2011年）

### 映画
- 天使の牙B.T.A.（2003年） - 脚本協力
- ドルフィンブルー フジ、もういちど宙へ（2007年） - 松本稔、前田哲と共同

### 書籍
小説
- 『雨、のち、晴れ』「ハートにS」（1995年） 角川書店 ISBN 978-4-048729307 短編集。野尻靖之他との共著

脚本
- 翼の折れた天使たち（2006年） 第1夜 セレブ - 「月刊ドラマ」2006年3月号、映人社
- 翼の折れた天使たち（2006年） 第3夜 アクトレス - 「月刊ドラマ」2006年3月号、映人社、田村孝裕と共著
- 翼の折れた天使たち（2007年） 第2夜 サクラ - 「月刊ドラマ」2007年4月号、映人社

## インタビュー
- サスペンスジャンキーズ「脚本家に学ぶ2時間ドラマの書き方・楽しみ方」『2時間ドラマ大事典』（三一書房）、1999年11月、ISBN 978-4-38099230-8